# Smolivka, Korostîșiv
Smolivka (în ucraineană Смолівка) este un sat în comuna Harîtonivka din raionul Korostîșiv, regiunea Jîtomîr, Ucraina.

## Demografie
Componența lingvistică a localității Smolivka
     Ucraineană (96,53%)
     Rusă (3,47%)
Conform recensământului din 2001, majoritatea populației localității Smolivka era vorbitoare de ucraineană (96,53%), existând în minoritate și vorbitori de rusă (3,47%).